# جرارد رینالدی
جرارد رینالدی (انگلیسی: Gérard Rinaldi; ۱۷ فوریهٔ ۱۹۴۳ – ۲ مارس ۲۰۱۲) کمدین، خواننده، و بازیگر سینما اهل فرانسه بود.